# Пушьоні-Мійона
Пушьоні́-Мійона́ (тадж. Пушёни миёна) — село у складі Хатлонської області Таджикистану. Входить до складу джамоату імені Худойора Раджабова Восейського району.
Населення — 1982 особи (2010; 1993 в 2009, 1083 в 1981).
Національний склад станом на 1981 рік — таджики.
Через село проходить автошлях Р-25 Восе-Ховалінг.